# Neopentylglycol
Neopentylglycol (kurz NPG) ist ein vollsynthetischer, verzweigter primärer und mehrwertiger Alkohol mit süßlichem Geruch. Aufgrund seiner herausragenden Eigenschaften hinsichtlich chemischer und thermischer Stabilität ist er Ausgangsstoff für zahlreiche Anwendungen.

## Gewinnung und Darstellung
Neopentylglycol wird großtechnisch durch Aldoladdition von Isobutyraldehyd und Formaldehyd in Gegenwart eines tertiären Alkylamins als Katalysator hergestellt. Vorzugsweise werden hierfür Triethylamin sowie Tri-n-propylamin verwendet. Diese Synthesemethode läuft in zwei Schritten ab.
Zunächst wird wässrige Formaldehyd-Lösung mit Isobutyraldehyd in einem Rührkesselreaktor durch Erhitzen in einer exothermen Reaktion zu 3-Hydroxy-2,2-dimethylpropanal umgesetzt. Dieses wird anschließend bei Temperaturen von 110 bis 140 °C und Drücken von 80 bis 150 bar an Nickelkontakten katalytisch zu Neopentylglycol hydriert. Die Hydrierung erfolgt dabei in der homogenen flüssigen Phase mit einem aliphatischen Alkohol (z. B. Isobutanol oder Methanol) in einem Rohrreaktor.
Vorwiegend werden bei dieser Reaktion, wie oben auch schon beschrieben, tertiäre Alkylamine wie Trimethylamin, Triethylamin, Tri-n-propylamin, Methyldiethylamin, Methyldiisopropylamin oder Tributylamin verwendet. Diese haben den Vorteil, dass sie recht leicht flüchtig sind und destillativ aus dem Reaktionsgemisch entfernt werden können.
Neben den organischen Basen können aber auch anorganische Basen wie Alkalihydroxide (Natrium- oder Kaliumhydroxid) sowie Erdalkalihydroxide verwendet werden.

## Eigenschaften

### Physikalische Eigenschaften
Neopentylglycol hat eine Dichte von 1,06 g/cm³ bei 128 °C sowie einen Dampfdruck von 0,03 hPa bei 20 °C. 2,2-Dimethylpropan-1,3-diol ist bei relativen Luftfeuchtigkeiten von größer als 50 % hygroskopisch und sublimiert auch unterhalb seines Schmelzpunktes leicht.

### Chemische Eigenschaften
Neopentylglycol ist ein farbloser, süßlich riechender Feststoff aus der organisch-chemischen Gruppe der Alkandiole, also ein zweiwertiger Alkohol. Er ist in Wasser gut, in Diethylether und Ethanol sehr gut löslich. Bei chemischen Reaktionen zeigt Neopentylglycol die typischen Eigenschaften eines Alkohols, wie der Ester-, Ether- und Carbamat-Bildung. Aufgrund seiner endständigen Hydroxygruppen kann er mit Carbonyl-Verbindungen oder in Carbonaten, Phosphiten, Sulfiten und Boraten, sechsgliedrige, cyclische Derivate bilden.

## Verwendung
Neopentylglykol wird vorwiegend als Baustein in Polyesterharzen für Lacke, ungesättigten Polyesterharzen, Schmierstoffen sowie Weichmachern verwendet. Des Weiteren findet er Anwendung bei der Herstellung von Alkydharzen, Synthesefasern, sowie Polyurethanen und Additiven.
Neopentylglykol könnte zudem in Zukunft aufgrund seiner barokalorischen Eigenschaften (Temperaturänderung bei Volumenänderung) als Kühlmittel für Prozessoren oder Kühlschränke genutzt werden.

## Sicherheitshinweise
Neopentylglycol kann Schleimhäute und Augen stark reizen oder verätzen (konzentrationsabhängig). Chronische Gefahren wurde bisher noch keine festgestellt, ebenso wenig wie Reproduktionstoxizität, Mutagenität und Kanzerogenität.